# I Legislatura de la Asamblea Nacional de Venezuela
La I Legislatura de la Asamblea Nacional de Venezuela se constituyó luego de las elecciones parlamentarias del 30 de julio de 2000. Inició sesiones el 14 de agosto de 2000 y finalizó el 5 de enero de 2006.

## Historia
El Movimiento Quinta República, partido de gobierno, sufrió varias divisiones y el parlamento se dividió entre dos grupos políticos denominados Bloque del Cambio, oficialista y el Bloque por la Autonomía Parlamentaria representado por partidos opositores. Acción Democrática se convirtió en el partido con más diputados de la oposición, seguido del Movimiento al Socialismo (MAS).

## Bancadas
La Asamblea Nacional, antes de finalizar su período —el 5 de enero de 2006—, estaba representada por los siguientes partidos:
| Partido político                                        | Siglas        | Carácter    | Diputados principales |
| ------------------------------------------------------- | ------------- | ----------- | --------------------- |
| Movimiento Quita República                              | MVR           | Nacional    | 69                    |
| Por la Democracia Social                                | PODEMOS       | Nacional    | 5                     |
| Patria Para Todos                                       | PPT           | Nacional    | 3                     |
| Consejo Nacional Indio de Venezuela                     | CONIVE        | Regional    | 3                     |
| Oire                                                    | OIRE          | Regional    | 1                     |
| Arpa                                                    | ARPA          | Regional    | 1                     |
| Soberanía Falconiana                                    | SF            | Regional    | 1                     |
| Abrebrecha                                              | ABREBRECHA    | Nacional    | 1                     |
| Pueblos Unidos Multiétnicos de Amazonas                 | Puama         | Regional    | 1                     |
| Unidad Popular Venezolana                               | UPV           | Nacional    | 1                     |
| Bloque Parlamentario del Cambio                         | BPC           | BPC         | 86                    |
| Acción Democrática                                      | AD            | Nacional    | 23                    |
| Movimiento al Socialismo                                | MAS           | Nacional    | 11                    |
| Proyecto Venezuela                                      | PRVZL         | Nacional    | 7                     |
| Comité de Organización Política Electoral Independiente | COPEI         | Nacional    | 6                     |
| Primero Justicia                                        | PJ            | Nacional    | 5                     |
| Polo Democrático                                        | PD            | Nacional    | 5                     |
| Un Nuevo Tiempo                                         | UNTC          | Regional    | 4                     |
| Convergencia                                            | CONV.         | Nacional    | 3                     |
| La Causa Radical                                        | LCR           | Nacional    | 3                     |
| Solidaridad                                             | SOLIDARIDAD   | Nacional    | 3                     |
| Organización Fuerza en Movimiento                       | OFM           | Nacional    | 3                     |
| Construyendo País                                       | CP            | Desconocido | 2                     |
| Independientes                                          | Ind.          | Desconocido | 2                     |
| Transparencia                                           | TRANSPARENCIA | Nacional    | 1                     |
| Bloque por la Autonomía Parlamentaria                   | BAP           | BAP         | 79                    |

## Lista de diputados
La I legislatura estuvo compuesta por los siguientes diputados:
| N.º | Diputado                    | Entidad Federal  | Partido actual | Notas |
| --- | --------------------------- | ---------------- | -------------- | --- |
| 1   | Adel Samara El Zabayar      | Bolívar          | MVR            | |
| 2   | Amalia Rosa Sánquiz de Sáez | Lara             | MVR            | |
| 3   | Ángel Landaeta              | Guárico          | MVR            | |
| 4   | Ángel Gamboa                | Anzoátegui       | MVR            | |
| 5   | Asdrúbal Salazar            | Cojedes          | MVR            | |
| 6   | Briccio Urdaneta            | Lara             | MVR            | |
| 7   | Calixto Ortega              | Zulia            | MVR            | |
| 8   | Willian Lara                | Miranda          | MVR            | |
| 9   | Carlos Espinoza             | Apure            | MVR            | |
| 10  | Cilia Adela Flores          | Distrito Capital | MVR            | |
| 11  | Darío Vivas                 | Distrito Capital | MVR            | |
| 12  | Desirée Santos Amaral       | Distrito Capital | MVR            | |
| 13  | Edis Alfonso Ríos           | Zulia            | MVR            | |
| 14  | Elvis Amoroso               | Aragua           | MVR            | |
| 15  | Eduardo Arónica             | Anzoátegui       | MVR            | La diputada Eva Fanny Chacón, principal, estuvo de reposo derivado a un largo padecimiento de un Accidente Cardiovascular, desde inicios del año 2002, y la suplió desde entonces, el diputado Eduardo Arónica.                                |
| 16  | Fahd El Gatrif              | Apure            | MVR            | |
| 17  | Francisco Solórzano         | Anzoátegui       | MVR            | |
| 18  | Haydeé Machín               | Miranda          | MVR            | |
| 19  | Ibraín Velásquez            | Nueva Esparta    | MVR            | |
| 20  | Imad Saab Saab              | Zulia            | MVR            | |
| 21  | Jacinto Martinez            | Sucre            | MVR            | |
| 22  | Jesús Santiago De León      | Barinas          | MVR            | |
| 23  | José Khan                   | Distrito Capital | MVR            | |
| 24  | José Sanguino               | Portuguesa       | MVR            | |
| 25  | José Ricardo Cárdenas       | Táchira          | MVR            | |
| 26  | Juan José Jover             | Trujillo         | MVR            | |
| 27  | Julio Fernando García       | Táchira          | MVR            | |
| 28  | Julio Bernardo Moreno       | Trujillo         | MVR            | |
| 29  | Luis Acuña                  | Sucre            | MVR            | |
| 30  | Luis Tascón                 | Táchira          | MVR            | |
| 31  | Marelis Marcano             | Monagas          | MVR            | |
| 32  | María Milagros Santana      | Zulia            | MVR            | |
| 33  | María Iris Varela           | Táchira          | MVR            | |
| 34  | Maris Eizaga                | Falcón           | MVR            | |
| 35  | Miguel Rojas                | Guárico          | MVR            | |
| 36  | Orlando García              | Carabobo         | MVR            | |
| 37  | Orlando Rivero              | Apure            | MVR            | |
| 38  | Osmar Gómez                 | Carabobo         | MVR            | |
| 39  | Pastor González             | Lara             | MVR            | |
| 40  | Pedro Bastidas              | Aragua           | MVR            | |
| 41  | Pedro Carreño               | Barinas          | MVR            | |
| 42  | Rafael Ríos                 | Bolívar          | MVR            | |
| 43  | Raúl Esté                   | Miranda          | MVR            | |
| 44  | Roberto Quintero            | Zulia            | MVR            | |
| 45  | Rodolfo Gutiérrez           | Carabobo         | MVR            | |
| 46  | Rodrigo Cabezas             | Zulia            | MVR            | |
| 47  | Simón Escalona              | Vargas           | MVR            | |
| 48  | Tania D'Amelio              | Vargas           | MVR            | |
| 49  | Tulio Jiménez               | Miranda          | MVR            | |
| 50  | Víctor Morales              | Miranda          | MVR            | |
| 51  | Victoria Mata               | Bolívar          | MVR            | |
| 52  | Virgilio Chávez             | Falcón           | MVR            | |
| 53  | William García              | Carabobo         | MVR            | |
| 54  | Francisco Ameliach          | Carabobo         | MVR            | |
| 55  | Nicolás Maduro              | Distrito Capital | MVR            | |
| 56  | Félix Leonett               | Miranda          | MVR            | |
| 57  | Manuel Carmona              | Nueva Esparta    | MVR            | |
| 58  | Carlos Colina               | Bolívar          | MVR            | |
| 59  | Néstor León Heredia         | Yaracuy          | MVR            | |
| 60  | Óscar Francisco Pérez       | Trujillo         | MVR            | |
| 61  | Elis Omaña                  | Mérida           | MVR            | En reemplazo a Arnoldo Márquez, el cual fue designado como Viceministro de Desarrollo de Circuitos Agropecuarios y Agroalimentarios. |
| 62  | Henry Baldayo               | Falcón           | MVR            | |
| 63  | Eddy Gómez                  | Aragua           | MVR            | |
| 64  | Flor Ríos                   | Distrito Capital | MVR            | |
| 65  | Henry Tachinamo             | Anzoátegui       | MVR            | |
| 66  | Juan Carlos Dugarte         | Distrito Capital | MVR            | |
| 67  | Jesús Alberto García        | Mérida           | MVR            | |
| 68  | Berkis Solís de Sorrentino  | Bolívar          | MVR            | |
| 69  | Saúl Ortega                 | Carabobo         | MVR            | |
| 1   | Ismael García               | Aragua           | Podemos        | |
| 2   | Pedro Jiménez               | Monagas          | Podemos        | |
| 3   | Ricardo Gutiérrez           | Portuguesa       | Podemos        | |
| 4   | Héctor Vargas               | Zulia            | Podemos        | |
| 5   | Malarquías Gil              | Trujillo         | Podemos        | |
| 1   | Pedro Solano                | Guárico          | PPT            | |
| 2   | Ramón Acosta                | Falcón           | PPT            | El diputado Miguel Ángel Paz (Copei) dejó de asistir a las sesiones desde el 28 de mayo del 2002, luego de su nombramiento como Presidente del Instituto Nacional de Hipódromos y en su lugar, fue incorporado el suplente Neris Ramón Acosta. |
| 3   | Manuel Villalba             | Monagas          | PPT            | |
| 1   | Guillermo Guevara           | Región Occidente | Conive         | |
| 2   | José Luis González          | Región Occidente | Conive         | |
| 3   | Noelí Pocaterra             | Región Occidente | Conive         | |
| 82  | César López Bernabé         | Amazonas         | Puama          | |
| 83  | Henry Hernández             | Delta Amacuro    | UPV            | |
| 73  | Denis Peraza                | Lara             | Arebrecha      | |
| 84  | Ángel Graterol              | Portuguesa       | Oire           | |
| 85  | Ismael Burgos               | Lara             | Arpa           | |
| 86  | Luis D'Angelo               | Falcón           | SF             | |
| 1   | Alfonso Marquina            | Sucre            | AD             | |
| 2   | Ángel González              | Apure            | AD             | |
| 3   | Benita Araujo               | Mérida           | AD             | |
| 4   | César Rincones              | Sucre            | AD             | |
| 5   | Ramón Pérez Briceño         | Trujillo         | AD             | |
| 6   | Dellis Campos               | Bolívar          | AD             | |
| 7   | Dianela Parra               | Zulia            | AD             | |
| 8   | Héctor Gaester              | Portuguesa       | AD             | |
| 9   | Héctor Larreal              | Aragua           | AD             | |
| 10  | Isabel del Carmen Calderón  | Amazonas         | AD             | |
| 11  | Jesús Garrido               | Barinas          | AD             | |
| 12  | Joffre Navas                | Barinas          | AD             | |
| 13  | Luis Berdugo                | Apure            | AD             | |
| 14  | Luis Carlos Padilla         | Anzoátegui       | AD             | |
| 15  | Néstor López                | Mérida           | AD             | |
| 16  | Norberto Peña               | Monagas          | AD             | |
| 17  | Pastor Heydra               | Nueva Esparta    | AD             | |
| 18  | Pedro Pablo Alcántara       | Lara             | AD             | |
| 19  | Salomón Centeno             | Cojedes          | AD             | |
| 20  | Wilfredo Febres             | Monagas          | AD             | |
| 21  | Edgar Zambrano              | Lara             | AD             | |
| 22  | Henry Ramos Allup           | Distrito Capital | AD             | |
| 23  | Rafael Marín                | Guárico          | AD             | |
| 1   | Leopoldo Puchi              | Aragua           | MAS            | |
| 2   | Jesús Odúber                | Mérida           | MAS            | |
| 3   | Carlos Santafé              | Carabobo         | MAS            | |
| 4   | Carlos Tablante             | Aragua           | MAS            | |
| 5   | Felipe Mujica               | Anzoátegui       | MAS            | |
| 6   | Idelfonso Sosa              | Cojedes          | MAS            | |
| 7   | José Salazar                | Delta Amacuro    | MAS            | |
| 8   | Julio Montoya               | Zulia            | MAS            | |
| 9   | Luis Longart                | Nueva Esparta    | MAS            | |
| 10  | Nelson Rampersad            | Bolívar          | MAS            | |
| 11  | Pedro Castillo              | Vargas           | MAS            | |
| 1   | Carlos Berrizbeitia         | Sucre            | PRVZL          | |
| 2   | Danilo Pérez                | Lara             | PRVZL          | |
| 3   | Gerardo Saer                | Carabobo         | PRVZL          | |
| 4   | Pedro Díaz Blum             | Carabobo         | PRVZL          | |
| 5   | Vestalia Sampedro de Araujo | Carabobo         | PRVZL          | |
| 6   | Víctor León                 | Carabobo         | PRVZL          | |
| 7   | Ezequiel Vivas              | Aragua           | PRVZL          | |
| 1   | Abel Oropeza                | Falcón           | COPEI          | |
| 2   | Miguel Moyetones            | Guárico          | COPEI          | |
| 3   | Nélson Chacín               | Táchira          | COPEI          | |
| 4   | Víctor Cedeño               | Delta Amacuro    | COPEI          | |
| 5   | Edgar Mora                  | Mérida           | COPEI          | |
| 6   | César Pérez Vivas           | Táchira          | COPEI          | |
| 1   | Carlos Ocariz               | Miranda          | MPJ            | |
| 2   | Gerardo Blyde               | Miranda          | MPJ            | |
| 3   | Julio Borges                | Miranda          | MPJ            | |
| 4   | Ramón Medina                | Miranda          | MPJ            | |
| 5   | Liliana Hernández           | Distrito Capital | MPJ            | |
| 1   | Ángel Vera                  | Zulia            | UNT            | |
| 2   | Jesús Alcántara             | Zulia            | UNT            | |
| 3   | Charles Medina              | Zulia            | UNT            | |
| 4   | Omar Fuenmayor              | Zulia            | UNT            | |
| 1   | Alejandro Arzola            | Yaracuy          | Convergencia   | |
| 2   | Iván Mastrangello           | Yaracuy          | Convergencia   | |
| 3   | Juan José Caldera           | Yaracuy          | Convergencia   | |
| 4   | Miguel Ángel Adames         | Yaracuy          | Convergencia   | |
| 1   | Andrés Velásquez            | Anzoátegui       | LCR            | |
| 2   | Elías Matta                 | Zulia            | LCR            | |
| 3   | Enrique Márquez             | Zulia            | LCR            | |
| 1   | Nélson Ventura              | Amazonas         | Solidaridad    | |
| 2   | Ernesto Alvarenga           | Distrito Capital | Solidaridad    | |
| 3   | José Luis Farías            | Vargas           | Solidaridad    | |
| 1   | Carlos Tamayo               | Portuguesa       | CP             | |
| 2   | Leopoldo Martínez Nucete    | Miranda          | CP             | |
| 1   | Ángel Jordan                | Aragua           | Transparencia  | |
| 1   | Aníbal Jiménez              | Cojedes          | PD             | |
| 2   | Carlos Casanova             | Táchira          | PD             | |
| 3   | Freddy Lepage               | Miranda          | PD             | |
| 4   | Luis Beltrán                | Bolívar          | PD             | |
| 5   | Pedro Blanco                | Sucre            | PD             | |
| 1   | Rafael Jiménez              | Barinas          | OFM            | |
| 2   | Guillermo Palacios          | Lara             | OFM            | |
| 3   | Luis Salas                  | Miranda          | OFM            | |
| 1   | Rafael Rivero               | Portuguesa       | Independiente  | |
| 2   | Róger Rondón                | Delta Amacuro    | Independiente  | |

## Directiva
| Período                | Presidente               | Primer Vicepresidente       |
| ---------------------- | ------------------------ | --------------------------- |
| 14/08/2000 - 5/01/2001 | Wilian Lara (MVR)        | Leopoldo Puchi (MAS)        |
| 5/01/2001 - 5/01/2002  | Wilian Lara (MVR)        | Leopoldo Puchi (MAS)        |
| 5/01/2002 - 5/01/2003  | Wilian Lara (MVR)        | Leopoldo Puchi (MAS)        |
| 5/01/2003 - 5/01/2004  | Francisco Ameliach (MVR) | Leopoldo Puchi (MAS)        |
| 5/01/2004 - 5/01/2005  | Francisco Ameliach (MVR) | Ricardo Gutiérrez (PODEMOS) |
| 5/01/2005 - 7/08/2006  | Nicolás Maduro (MVR)     | Ricardo Gutiérrez (PODEMOS) |